# 旭町 (川崎市)
旭町（あさひちょう）は、神奈川県川崎市川崎区の地名。現行行政地名は旭町1丁目から旭町2丁目。住居表示実施済区域。

## 地理
川崎区の北部に位置し、1丁目と2丁目はGoogleマップでは飛地のようになっているように見えるが、実際には国道409号を介して接している。1丁目の北東に港町、南に富士見、西に本町、川を挟んで北に東京都大田区東六郷と接していて、2丁目の北に港町、東に伊勢町、南東に藤崎、南に中島、西に富士見と接している。

### 河川
- 多摩川

### 地価
住宅地の地価は、2025年（令和7年）1月1日の公示地価によれば、旭町1丁目11-12の地点で36万円/m²となっている。

## 歴史

### 沿革
- 1924年（大正13年）6月25日 - 耕地整理により、久根崎字蔵前耕地などから旭町1丁目を新設[8]。
- 1924年（大正13年）7月1日 - 川崎町、大師町、御幸村が合併し、川崎市となる。
- 1928年（昭和3年）5月1日 - 耕地整理により、旭町2丁目を新設[5][8]。
- 1972年（昭和47年）
  - 4月1日 - 川崎市が政令指定都市の制定に伴い、川崎区が新設。川崎市川崎区旭町となる。
  - 8月1日 - 住居表示を実施[5][8][9]。

## 世帯数と人口
2025年（令和7年）6月30日現在（川崎市発表）の世帯数と人口は以下の通りである。
| 丁目      | 世帯数    | 人口    |
| --------- | --------- | ------- |
| 旭町1丁目 | 950世帯   | 1,411人 |
| 旭町2丁目 | 1,158世帯 | 2,062人 |
| 計        | 2,108世帯 | 3,473人 |

### 人口の変遷
国勢調査による人口の推移。
| 年                 | 人口  |
| ------------------ | ----- |
| 1995年（平成7年）  | 3,900 |
| 2000年（平成12年） | 3,726 |
| 2005年（平成17年） | 3,711 |
| 2010年（平成22年） | 3,679 |
| 2015年（平成27年） | 3,515 |
| 2020年（令和2年）  | 3,393 |

### 世帯数の変遷
国勢調査による世帯数の推移。
| 年                 | 世帯数 |
| ------------------ | ------ |
| 1995年（平成7年）  | 1,667  |
| 2000年（平成12年） | 1,619  |
| 2005年（平成17年） | 1,750  |
| 2010年（平成22年） | 1,792  |
| 2015年（平成27年） | 1,767  |
| 2020年（令和2年）  | 1,847  |

## 学区
市立小・中学校に通う場合、学区は以下の通りとなる（2025年1月時点）。
| 丁目      | 番・番地等 | 小学校             | 中学校               |
| --------- | ---------- | ------------------ | -------------------- |
| 旭町1丁目 | 全域       | 川崎市立旭町小学校 | 川崎市立富士見中学校 |
| 旭町2丁目 | 全域       | 川崎市立旭町小学校 | 川崎市立富士見中学校 |

## 事業所
2021年（令和3年）現在の経済センサス調査による事業所数と従業員数は以下の通りである。
| 丁目      | 事業所数 | 従業員数 |
| --------- | -------- | -------- |
| 旭町1丁目 | 25事業所 | 119人    |
| 旭町2丁目 | 72事業所 | 379人    |
| 計        | 97事業所 | 498人    |

### 事業者数の変遷
経済センサスによる事業所数の推移。
| 年                 | 事業者数 |
| ------------------ | -------- |
| 2016年（平成28年） | 96       |
| 2021年（令和3年）  | 97       |

### 従業員数の変遷
経済センサスによる従業員数の推移。
| 年                 | 従業員数 |
| ------------------ | -------- |
| 2016年（平成28年） | 475      |
| 2021年（令和3年）  | 498      |

## 施設
- 川崎市立旭町小学校
- 川崎旭町郵便局[20]

## その他

### 日本郵便
- 郵便番号 : 210-0808[3]（集配局：川崎港郵便局[21]）

### 警察
町内の警察の管轄区域は以下の通りである。
| 丁目      | 番・番地等 | 警察署     | 交番・駐在所 |
| --------- | ---------- | ---------- | ------------ |
| 旭町1丁目 | 全域       | 川崎警察署 | 中島町交番   |
| 旭町2丁目 | 全域       | 川崎警察署 | 中島町交番   |